# Audencia
Cet article possède un paronyme, voir Audiencia.
Audencia Business School (ex-ESC Nantes), ou simplement Audencia, est une grande école de commerce et de gestion publique consulaire. Elle est gérée et financée par la chambre de commerce et d'industrie de Nantes et de Saint-Nazaire.
Fondé en 1900, son campus principal se situe à Nantes. 
Audencia propose une formation pluridisciplinaire en management, en gestion et en entrepreneuriat, notamment au travers de son master « Grande école », accessible aux étudiants issus des classes préparatoires. L'établissement propose également des bachelors, des mastères spécialisés et des maîtrises en administration des affaires. 
L'école est particulièrement touchée par la crise sanitaire de 2020, et mise en cause pour son management en 2022.

## Historique

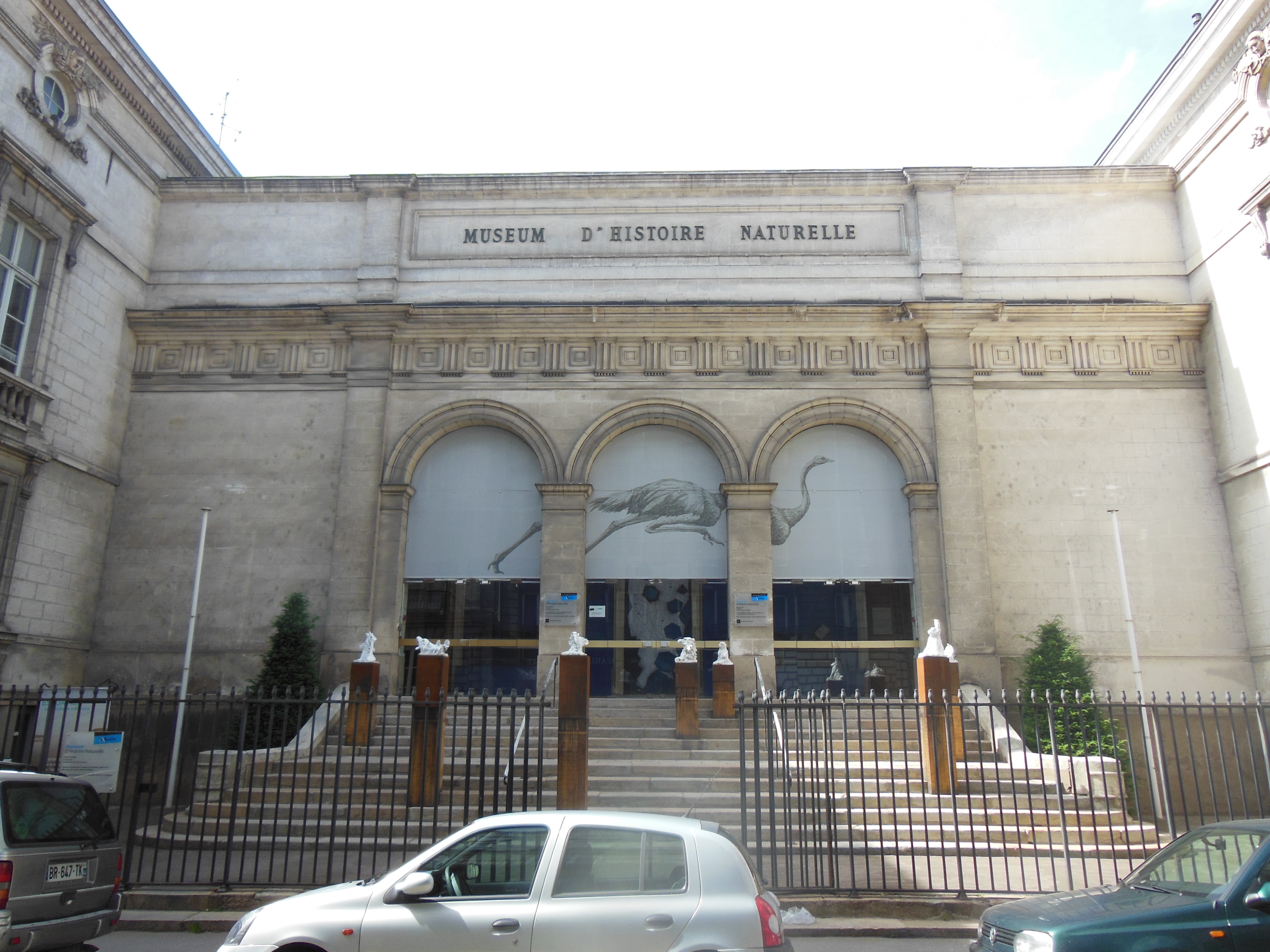
Entrée principale de l'ancien siège de l'École supérieure de commerce de Nantes, rue Voltaire, devenue celle du muséum d'histoire naturelle.

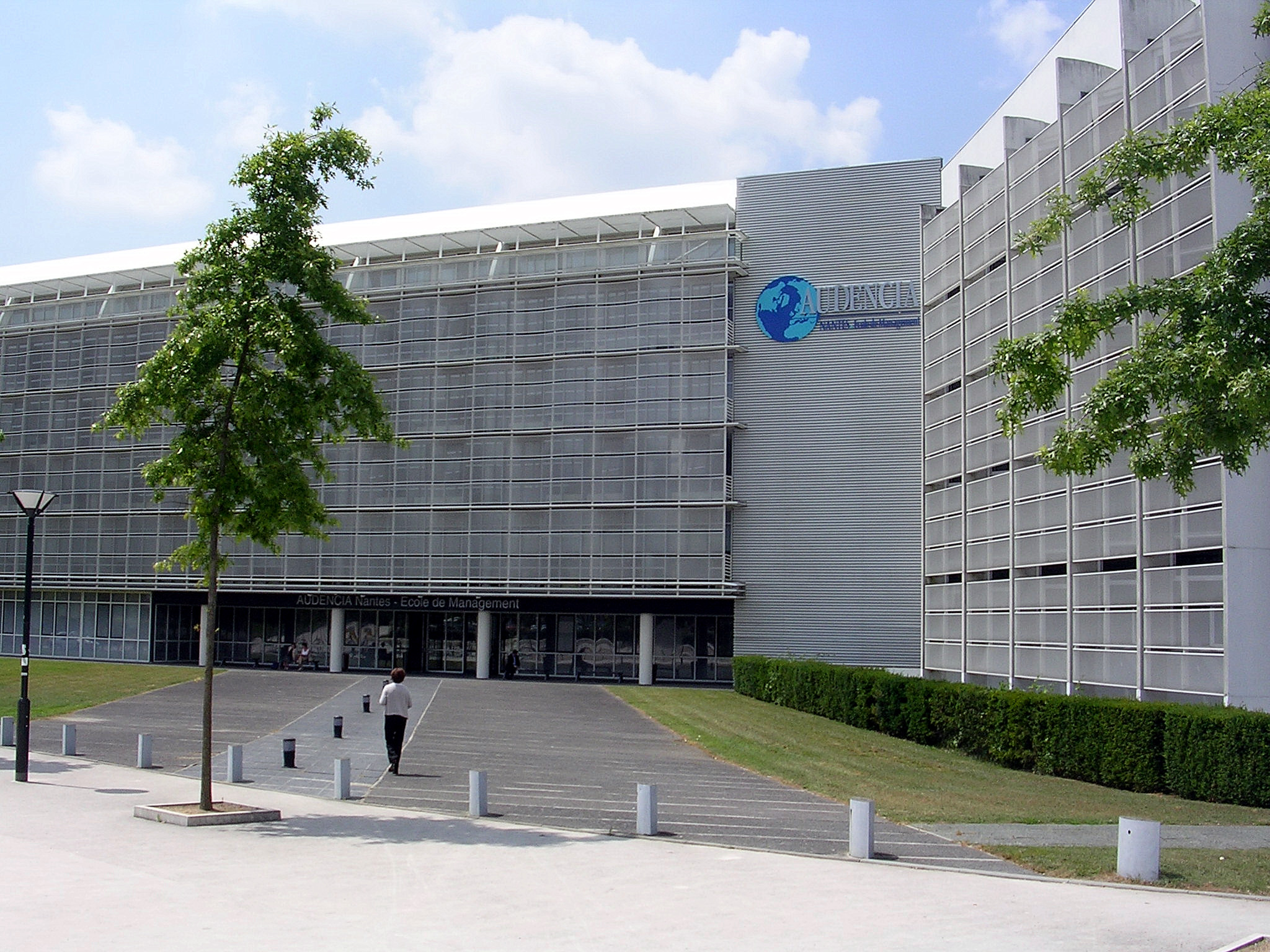
Entrée principale de l'Atlantic campus d'Audencia Business School.

Créée en 1900 par un décret du président de la République Émile Loubet, l’École supérieure de commerce de Nantes occupe jusqu'en 1970 une partie de l'ancien Hôtel des Monnaies (actuel muséum d'histoire naturelle de la ville) donnant sur la rue Voltaire (l'entrée principale de l'école occupait autrefois la même fonction que celle dévolue de nos jours au muséum). Audencia n'est pas une association loi de 1901 mais une société anonyme au capital de 30,9 millions d'euros. 
En 1970, l'école quitte les bâtiments de la rue Voltaire qui sont entièrement récupérés par le muséum d'histoire naturelle. Elle s'installe alors sur le campus du Petit-Port dans le quartier Nantes Nord, au no 8 de la route de la Jonelière, au sein d'un bâtiment d'une surface de 7 000 m2 en face de la faculté des lettres de l’Université de Nantes et de l’École Centrale de Nantes. Aujourd’hui, sa surface est de 23 000 m2. Elle dispose également de campus internationaux en Chine et en Côte d'Ivoire.
En 2000, à l'instar d'autres écoles de commerce françaises, l'école supérieure de commerce de Nantes change de nom. Audencia est créée à partir de deux mots latins : audientia (écoute) et audacia (audace).
Depuis 2014, l’École Centrale de Nantes, Audencia Business School et l’École nationale supérieure d'architecture de Nantes forment une alliance stratégique pluridisciplinaire.
En 2016, les écoles SciencesCom et École Atlantique de Commerce deviennent des programmes du portefeuille d'Audencia Business School.
En 2018, Audencia est devenue un établissement d'enseignement supérieur consulaire.
En 2020 en pleine crise sanitaire, l'école située à Nantes devient l'un des plus importants foyers de contagion de France : le bilan au 8 octobre 2020 s'élève à 212 contaminations par la Covid-19. Cela entraîne la mise en place de cours à distance sur le site,,,.
L'école est mise en cause, en 2022, pour des formes de management toxique envers son personnel administratif. La médecine du travail alerte en juillet l'inspection du travail et la direction de l'établissement,,,. En octobre, le directeur général annonce la démission de son adjoint. L'école recourt à un audit extérieur dont les résultats confirment, selon l'antenne nantaise de Médiacités, la présence de « managers toxiques », un « entre-soi masculin » et un « mépris de classe ». Selon le président du conseil d'administration d'Audencia, il s'agit de « cas individuels de management toxique » pour lesquels il déclare qu'il n'y aura « pas de tolérance ».

## Enseignements
Outre ses formations principales en gestion, notamment accessible aux étudiants issus des classes préparatoires,, l'école propose des doubles parcours. Elle a noué un partenariat avec l'École du Louvre pour délivrer à ses étudiants des compléments de gestion d'un semestre pendant la période d'été, tandis que l'école du Louvre accueille quelques étudiants sélectionnés d'Audencia pour un semestre d'initiation à la muséologie ou la New York Film Academy.
Dans le cadre du plan ECOS 2025, les étudiants peuvent désormais valider un semestre de mobilité à la Harvard summer school,.

## Implantation
En 2023, un nouveau campus est inauguré à Saint-Ouen-sur-Seine qui doit accueillir des étudiants à partir de septembre. 

## Directeurs
Sébastien Tran a pris le poste de directeur en 2024 à la suite de Christophe Germain qui avait été nommé en avril 2018.
| Nom                         | Années                            |
| --------------------------- | --------------------------------- |
| Bernard Fournery            | 1968 à 1977                       |
| Jean-Christophe Clerget     | 1978 à 1988                       |
| Aïssa Dermouche             | 1989 à janvier 2004               |
| Jean-Pierre Helfer          | juin 2004 à décembre 2010         |
| Frank Vidal                 | janvier 2011 à janvier 2016       |
| Christophe Germain          | janvier à juin 2016 (par intérim) |
| Emeric Peyredieu du Charlat | juin 2016 à avril 2018            |
| Christophe Germain          | avril 2018 à janvier 2024         |
| Sébastien Tran              | janvier 2024                      |

## Classements
Le classement des écoles du système de répartition SIGEM des étudiants (hors admissions sur titres) par école a changé en 2021.
| Classement                                                                                    | Rang |
| --------------------------------------------------------------------------------------------- | ---- |
| Classement SIGEM 2025                                                                         | 8e   |
| Challenges - Classement général des grandes écoles de commerce 2020                           | 8e   |
| L'Étudiant - Classement des grandes écoles de commerce 2021                                   | 12e  |
| Le Figaro Étudiant - Classement des écoles de commerce post-prépas 2021[pertinence contestée] | 11e  |
| Le Parisien - Classement des Écoles de Commerce 2019                                          | 8e   |
| Le Point - Palmarès des grandes écoles de commerce grade master 2020                          | 10e  |
| ChooseMyCompagny - HappyIndex®AtSchool - France 2022                                          | 2e   |

| Classement                                               | Rang |
| -------------------------------------------------------- | ---- |
| Financial Times - European Business School Rankings 2020 | 55e  |
| QS World University Rankings – Masters in Marketing 2022 | 21e  |

## Personnalités liées

### Enseignants-chercheurs
- Pr. Constantin Zopounidis, directeur du laboratoire d’ingénierie financière d'Audencia et professeur honoraire de quatre universités grecques, auteur de « New Perspectives in Multiple Criteria Decision Making »[46] publié en 2019.

- Dr. Michaela Merk, conférencière primée, professeure en management et marketing et réalisatrice du podcast Luxury Leadership Talks[47] sur l’industrie du luxe.

- Francois-Louis Michaud, haut fonctionnaire de l'Autorité bancaire européenne[48]
- Pr. Thomas Roulet, enseignant-chercheur en théorie des organisations et sociologie à l'Université de Cambridge (Judge Business School et King's College). Ses travaux portent sur les évaluations sociales négatives (stigmate, scandale, controverse)[49],[50].